# Heinz Roekker
Heinz Roekker (20 de Outubro de 1920) foi um piloto nocturno alemão da Luftwaffe durante a Segunda Guerra Mundial. Abateu 64 aeronaves inimigas (63 de noite), o que fez dele um ás da aviação. Participou em 161 missões de combate sempre pilotando um Junkers Ju 88, e todos os aviões abatidos foram bombardeiros britânicos.